# Groenendaal (Gelderland)
Groenendaal is een gehucht en natuurgebied in de gemeente Apeldoorn (Nederlandse provincie Gelderland).
Groenendaal is het meest zuidelijke punt van de gemeente Apeldoorn en ligt ingeklemd tussen de A50 en natuurgebied de Loenermark. De woonkern heeft één straat, genaamd Groenendaal, die administratief onder het 6 kilometer noordoostelijker gelegen Loenen valt. Er staan zes huizen en een landgoed annex caravanpark. Hoewel het gehucht direct naast de snelweg ligt, is het voor auto's vanaf daar alleen via een lange omweg te bereiken. Wel liggen er aan weerszijden van de A50 in- en uitritten voor lijnbushaltes voor Groenendaal, die echter alleen kunnen worden gebruikt als de spitsstroken gesloten zijn. Tijdens de spitsuren rijden er pendelbussen op de parallelweg.
Groenendaal was in de 20e eeuw voornamelijk een landbouwenclave. In 1993 werd het zuidelijke deel van het akkergebied (60 hectare) aangekocht door de Vereniging Natuurmonumenten. Aanvankelijk moest het nog agrarisch beheerd blijven, maar tussen 1998 en 1999 werd het terrein ontdaan van afrastering (in verband met onderzoek naar interacties tussen verschillende diersoorten werd dit gefaseerd gedaan), waardoor Schotse hooglanders en andere wildsoorten uit de aangrenzende gebieden Loenermark en Imbosch het konden begrazen. De noordelijke landbouwenclave (83 ha) werd in 2002 van de pachter gekocht door het Bureau Beheer Landbouwgronden, die het weer doorverkocht aan Natuurmonumenten. Hiermee werd ook dit terrein deel van de natuurlijke eenheid Veluwezoom.
Stad: Apeldoorn     
Dorpen: Beekbergen · Hoenderloo (deels) · Hoog Soeren · Klarenbeek (deels) · Loenen · Uddel · Ugchelen · Wenum-Wiesel

Buurtschappen: Assel · Beemte Broekland · Engeland · Gerritsflesch · Groenendaal · De Haere · Hoog Buurlo · De Jonas (deels) · De Krim · Lieren ·  Meerveld · Nieuw-Milligen · Oosterhuizen · Radio Kootwijk · Woeste Hoeve

Gelderland: Steden en dorpen in Gelderland      Nederland: Provincies · Gemeenten